# 黒木ひかり
黒木 ひかり（くろき ひかり、2000年6月25日 - ）は、日本のタレント、グラビアアイドル、モデル、女優。ダンスボーカルユニット「グルービー」のメンバー。ゼロイチファミリア所属。

## 略歴
原宿でスカウトされ、14歳時にジュニアアイドルとしてデビュー。ジュニアアイドル卒業後、所属事務所をそれまでのアウトラン4871からゼロイチファミリアへ移籍すると共に、名義も黒木ひかりに改名する。
2016年5月にオーディションを勝ち取り、舞台『セーラームーン』のセーラーマーキュリー（水野亜美）役に決まったが、同キャラクターの一部ファンから夏風ひかり名義でのジュニアアイドル時代の活動に関するクレームがあり、自ら降板を申し出た。
その後、グラビアアイドルとして『ヤングガンガン』（スクウェア・エニックス）、『ヤングアニマル』（白泉社）などに登場する一方で舞台女優としても活動し、「神的美少女」として注目される。並行して2017年3月2日から2018年2月11日まではアイドルグループ「DollyKiss」（ドーリーキス）に所属した。
2018年5月1日、講談社主催「ミスマガジン2018」ベスト16に選出されたが、受賞はならなかった。同年7月には、『別冊ヤングチャンピオン』（講談社）でグラビア活動を再開した。
同年6月24日、ダンスボーカルユニット「GRoovy」（グルービー）を結成し、音楽活動も再開した。
2018年11月29日発売『週刊ヤングジャンプ増刊 ヤングジャンプGOLD vol.4』（集英社）では、同じくゼロイチファミリア所属の6名（川崎あや、アンジェラ芽衣、十味、青山ひかる、黒木ひかり、月野もも）が巻頭グラビアを飾った。2019年1月10日、『週刊ヤングジャンプ』（集英社）創刊40周年を記念した「SS ELEVEN」に選抜される。
2019年1月上演の『ヴァンパイアバンド・ファイナル!』で舞台初主演。
2020年6月、特撮テレビドラマ『ウルトラマンZ』（テレビ東京）にオオタ ユカ隊員役でレギュラー出演。
2021年4月から『王様のブランチ』（TBS）のリポーターを務める。
2021年10月3日、レギュラー出演する『やべっちスタジアム』（DAZN）の番組内で高校卒業を報告した。

## 人物
父が日本人、母がフィリピン人のハーフ。フィリピン生まれ、日本育ち。
趣味はカメラ。特技はダンス。小学2年から5年間、ヒップホップジャズを習い、歌手や女優に興味を持つ。
憧れの有名人は黒木メイサであり、芸名の黒木姓も黒木メイサにちなんで自ら付けたという。
高校は通信制に通っており、2019年3月31日に開催されたファースト写真集『黒木ひかり1st写真集 現在地→卒業』お渡し会の会見で、高校を留年したことを公表。同年9月の卒業を目指していたが持ち越しになり、2020年3月には再び留年となったことを明かしていた。2021年3月16日（15日深夜）に放送された『しくじり先生 俺みたいになるな!!』（テレビ朝日）において、3年連続の留年となり「高校5.5年生」になったことを告白した。苦手な科目は国語、数学。
『ウルトラマンZ』で演じるオオタ ユカについては、天才科学者という設定以外は自身に似ているといい、知的な部分はしっかり演じそれ以外は黒木そのままであると述べている。同作品で共演した松田リマは、黒木はNGを出さないと証言している。
ウルトラシリーズでは初代『ウルトラマン』を愛好しており、好きな怪獣としてシーボーズを挙げている。

## 出演

### バラエティー
- 成功の遺伝史（2017年3月5日、日本テレビ） - 再現ドラマ「乃木坂46」齋藤飛鳥 役
- しくじり先生 俺みたいになるな!!（テレビ朝日）
  - 2019年5月7日（6日深夜）[30]
  - 2019年6月4日（3日深夜）[31]
  - 2019年6月11日（10日深夜）[32]
- 王様のブランチ（2021年4月3日 - 、TBS） - リポーター[20]
- 芸能人が本気で考えた!ドッキリGP（2021年4月17日・5月8日・7月3日・7月31日・8月21日・2022年5月7日、フジテレビ）
- 呼び出し先生タナカ（2022年4月24日 - 、フジテレビ）

### テレビドラマ
- 電影少女 -VIDEO GIRL MAI 2019-（2019年4月11日 - 6月28日、テレビ東京） - 川島杏奈 役[33]
- 御曹司ボーイズ（2019年7月6日 - 8月31日、TOKYO MX[注釈 3]） - 葵 役[34]
- 死役所 第5話（2019年11月13日、テレビ東京） - 墨谷 役[35]
- ウルトラマンZ（2020年6月20日 - 12月19日、テレビ東京） - レギュラー・オオタユカ 役[18][19]
  - ウルトラマン ニュージェネレーション スターズ 第2期（2024年1月27日 - 6月22日、テレビ東京）
- 金曜ロードSHOW! 「映画公開記念!!今日から俺は!!スペシャル」（2020年7月17日、日本テレビ） - 喫茶店の客 役
- TOKYO MER〜走る緊急救命室〜 第10話（2021年9月5日、TBS） - 関東医科大学の学生 役
- メンタル強め美女白川さん 第6話・第10話（2022年5月12日・6月9日、テレビ東京） - 姫子 役[36]

### 配信ドラマ
- 御曹司ボーイズ（2019年4月28日 - 6月16日、AbemaTV[注釈 4]） - 葵 役[37]
- 湘南純愛組! YOUNG GTO 第2話（2020年2月28日配信開始、Amazon Prime Video） - 槍田想奈 役[38]
- 特別広域追跡班　～ヒトリヨガリの科学捜査官～（2020年12月6日、ABEMA・TELASA） - 永峰茉由 役
- セブンガーファイト（2021年3月17日 - 4月23日、TSUBURAYA IMAGINATION） - ユカ（声） 役
- ウルトラマン -シンガポールの新たな力-（2021年12月7日 - 21日、YouTube ウルトラマン公式 ULTRAMAN OFFICIAL by TSUBURAYA PROD.） - アリーシャ・ホシ博士 役

### 映画
- 國士参上!!昭和最強高校伝（2016年8月6日、ガイズエンタテイメント） - ひばり 役
- キドラアローン（2019年） - ジュリ 役[39]
- ヲタクに恋は難しい（2020年2月7日、東宝） - 黒木 役[40]
- Fukushima50（2020年3月6日、松竹）[41]
- アルプススタンドのはしの方（2020年7月24日[注釈 5]、SPOTTED PRODUCTIONS） - 久住智香 役[44]
- 近江商人、走る!（2022年12月30日、ラビットハウス） - 楓 役[45]

### MV
- Apology of tears「GLITTER GLITTER」（2018年1月16日）

### インターネットテレビ
- こちらみんカメ編集部（2016年5月14日 - 2017年7月1日、AbemaTV） - 編集部員
- 新人アイドル育成番組『育ドル♡』〜中野坂上の陣〜（2016年6月23日、Abema TV FRESH）[46]
- 太陽とオオカミくんには騙されない（2018年7月29日 - 10月14日、AbemaTV）[47]
- あれほど逃げろと言ったのに…（2019年、AbemaTV） - あれ逃げガールズ
- SPRAY! #日本を塗り替えろ（2020年6月27日 - 2021年3月30日、ABEMA）[48]
- FOOTBALL PROGRAM やべっちスタジアム（2020年11月29日 - 、DAZN） - アシスタント[49][50]
- ウルトラファイトクラブ（2022年5月11日 - 7月4日、TSUBURAYA IMAGINATION） - MC[51]

### 舞台
- アリスインプロジェクト「DANCE DANCE DANCE! 踊りが丘学園〜これが私の舞活動〜[52]」（2017年2月9日 - 19日、池袋・シアターKASSAI） - 秋子 役
- Am-bition「ぼくンち〜ソースの覚醒[53]」（2017年6月21日 - 25日、新宿・サンモールスタジオ）
- Am-bition「ダレンジャーズ[54]」（2018年4月25日 - 30日、築地・ブディストホール）
- コノエノ！と7%竹「ヴァンパイアバンド・ファイナル![17][55]」（2019年1月5日 - 13日、下北沢・シアター711） - 主演・ユキ 役

### 広告
- 鈴乃屋 webカタログモデル
- GiRLS by PEACH JOHN ブランドモデル[56]
- ナリス化粧品 Parasola（パラソーラ）2020 イメージモデル[57]

### ファッションショー
- TGC しずおか 2019 by TOKYO GIRLS COLLECTION（2019年1月12日、ツインメッセ静岡）[58]

### 玩具
- ウルトラマンZ ウルトラゼットライザー -MEMORIAL EDITION-（2021年6月）
- ガッツハイパーキーPremium ニュージェネレーションスターズセット（2024年6月）

## 作品

### イメージビデオ
夏風ひかり名義
- きらきらひかり（2015年4月25日、EIC-BOOK）
- 渋谷区立原宿ファッション女学院 番外編 ソロイメージ（2015年7月16日、オルスタックソフト販売）
- クラスのセンター!!!（2015年10月16日、イメージクリエーター）
- クラスのダブルセンター!!! 水島あずさ&夏風ひかり（2015年12月4日、イメージクリエーター）
- ひかりのガールフレンド（2016年1月8日、イメージクリエーター）

黒木ひかり名義
- Sweet Story（2017年1月28日、エスデジタル）
- Venus Film Vol.3 黒木ひかり（2019年5月24日、イーネット・フロンティア）

### 写真集
- 黒木ひかり1st写真集 現在地→卒業（2019年3月26日、徳間書店、ISBN 978-4-19-864824-4）[24]

### デジタル写真集
- たまには海辺で（2024年7月16日、双葉社）
- LOVE（2024年8月5日、集英社）